# Paumarí jezik
Paumarí jezik (purupurú; ISO 639-3: pad), jezik Paumarí Indijanaca kojim govori oko 870 ljudi u tri sela uz rijeku Purus u federalnoj brazilskoj državi Amazonas. Etnički su porijeklom od starih Purupurú Indijanaca.
Paumarski jezik ima tri dijalekta, pammari, kurukuru (curucuru) i uaiai. Pripada porodici arauan koju čini s još četiri druga jezika dení [dny], jamamadí [jaa], kulina [cul] i suruahá [swx], svi iz zapadnog Brazila. Dijalekt uaiuai, ne smije se brkati s jezikom waiwai (uaiuai), kojim govori istoimeno pleme s granice Gvajane i Brazila

## Vanjske poveznice
- Ethnologue (14th)
- Ethnologue (15th)